# Hatsukaze (schip, 1940)
De Hatsukaze (Japans: 初風, "Eerste Jaarlijkse Wind") was een torpedobootjager van de Japanse Keizerlijke Marine. Het schip, het zevende van de uit zestien schepen bestaand Kagero-klasse, deed dienst tijdens de Tweede Wereldoorlog in de Stille Oceaan. Het schip overleefde vier belangrijke vlootacties tegen de geallieerden maar zonk uiteindelijk op 2 november 1943 na een aanvaring met een Japanse kruiser.

## Eerdere missies
Op 1 december 1941 kwam de Hatsukaze op Palau aan met torpedobootjagerdivisie 16, deel van torpedobootjagereskader 2. Het schip vertrok op 6 december als deel van het eskader en escorteerde het lichte vliegdekschip Ryujo van Palau naar de zuidelijke Filipijnen. Dit was ter ondersteuning van de invasie op Davao, Menado, Kendari en Ambon, in de loop van de maanden december en januari. Op 20 februari 1942 ondersteunde het de invasie van Timor en oostelijk Java in Nederlands-Indië.
Op 27 en 28 februari nam de Hatsukaze als deel van het 2e torpedobootjagereskader deel aan de eerste Slag in de Javazee. Het schip nam daarbij deel aan een torpedoaanval op de Geallieerde Vloot (samengesteld uit Amerikaanse, Britse, Nederlandse en Australische schepen). In maart voerde de Hatsukaze een antionderzeebootoperatie uit in de Javazee.
Aan het eind van de maand escorteerde het Japanse smaldeel de invasie van Kiritimati (ook wel Christmaseiland) om vervolgens terug te keren naar Makassar. Op het eind van april vertrok de Hatsukaze naar de marinebasis in Kure in Japan en ging het het droogdok in op 3 mei.
Op 21 mei 1942 stoomde de Hatsukaze, wederom als deel van het tweede eskader, van Kure naar Saipan, waar het eskader zich bij een troepentransportkonvooi voegde en hiermee richting Midway voer. Door het mislukken van de invasie en de verloren Slag bij Midway, waar de Japanse aanvalsmacht vier belangrijke grote vliegdekschepen had verloren, werd de missie afgeblazen en het konvooi moest wegvaren zonder in het zicht te zijn geweest van de strijd. Divisie 16 kreeg bevel terug te keren naar Kure.

## Salomonseilanden
Op 14 juli werd divisie 16, waaronder de Hatsukaze, heringedeeld bij met het 10e eskader, deel van de Derde Vloot. Op 16 augustus vertrok dat eskader uit Kure en begeleidde de vloot richting Truk. Op 24 augustus escorteerde het eskader de aanvalsmacht van admiraal Chuichi Nagumo in de Slag bij de Oostelijke Salomonseilanden. In september en oktober begeleidde het smaldeel de vlootpatrouille buiten Truk, ten noorden van de Salomonseilanden. Op 26 oktober, in de Zeeslag bij de Santa Cruzeilanden, escorteerde het de aanvalsmacht en begeleidde het de beschadigde vliegdekschepen Shokaku en Zuiho naar Truk op 28 oktober. Op 4 november begeleidde het 10e torpedobootjagerseskader de Zuikaku van Truk naar Kure. Het nam deel aan een oefening in de Japanse Binnenzee en escorteerde daarna de Zuikaku van Truk naar de Shortlandeilanden in januari 1943.
Op 10 januari gaf de Hatsukaze dekking aan een bevoorradingstransport naar Guadalcanal. Hierbij hielp de Hatsukaze bij het tot zinken brengen van enkele Amerikaanse schepen, de PT-boten PT-43 en PT-112. Het schip liep ernstige schade op toen het aan stuurboordzijde werd geraakt door een torpedo mogelijk gelanceerd door de PT-112. Met een maximumsnelheid van 18 knopen voer de Hatsukaze naar Truk voor noodreparaties en daarna terug naar Kure in april voor meer uitvoerige reparaties.
In september voer het weer samen met het 10e eskader; het begeleidde het slagschip Yamato. Later die maand en in oktober begeleidde de Hatsukaze de hoofdvloot van Truk naar Eniwetok en weer terug, na Amerikaanse luchtaanvallen vanaf vliegdekschepen in de centrale Stille Oceaan. Tussen deze twee missies in kwam de Hatsukaze vanaf Truk de olietanker Hazakaya te hulp, die getorpedeerd was door een Amerikaanse onderzeeër.

## Laatste slag
Op 2 november 1943 was de Hatsukaze betrokken bij aanvallen op de geallieerde zeemacht nabij Bougainville, in de Slag bij de Keizerin Augustabaai. Bij deze gevechten kwam het schip in aanvaring met de kruiser Myoko.
Nadat beide Japanse schepen weer in staat waren om op eigen kracht verder te varen, maakten ze aanstalten om zich terug te trekken vanwege de opgelopen schade. De Hatsukaze en de kruiser Sendai werden echter door geallieerde torpedojagers aangevallen, en door kanonvuur tot zinken gebracht. Van de opvarenden kwamen er 164 om het leven, onder wie de commandant, Buichi Ashida.

## Bevelhebbers
- Kameshirou Takahashi – 15 november 1939 – 15 februari 1940 (schip nog niet in dienst)
- Kameshiroe Takahashi – 15 februari 1940 – 28 december 1942.
- Yasumasa Watanabe – 28 december 1942 – 1 juli 1943. (Een naamgenoot diende op de I-168 in 1942.)
- Buichi Ashida: 1 juli 1943 – 2 november 1943

## Slagen
- 27-28 februari 1942: Slag in de Javazee
- 3-6 juni 1942: Slag bij Kiritimati
- 24 augustus 1942: Slag bij de Oostelijke Salomonseilanden
- 26 oktober 1942: Slag bij de Santa Cruzeilanden
- 2 november 1943: Slag bij de Keizerin Augustabaai (nabij Bougainville): gezonken na aanvaring met de Japanse kruiser Myoko